# پایگاه آب‌نشین کریگ
پایگاه آب‌نشین کریگ (به انگلیسی: Craig Seaplane Base) یک فرودگاه همگانی با کد یاتا CGA است که یک باند فرود آب دارد و طول باند آن ۳۰۴۸ متر است. این فرودگاه در شهر کریگ، آلاسکا کشور ایالات متحده آمریکا قرار دارد و در ارتفاع ۰ متری از سطح دریا واقع شده‌است.